# Broxbourne (circonscription britannique)
Pour la ville, voir Broxbourne.
Circonscription parlementaire de la Chambre des communes
La circonscription de Broxbourne est une circonscription situé dans le Hertfordshire, représenté dans la Chambre des communes du Parlement britannique depuis 2005 par Charles Walker du Parti conservateur.

## Géographie
La circonscription comprend:
- La ville de Broxbourne, Hoddesdon et Cheshunt

## Députés
Les Members of Parliament (MPs) de la circonscription sont:
| Législature                                                                           | Années       | Député         | Député     | Parti        |
| ------------------------------------------------------------------------------------- | ------------ | -------------- | ---------- | ------------ |
| Broxbourne issue de Hertfordshire East, Welwyn and Hatfield et Hertford and Stevenage |              |                |            |              |
| 49e                                                                                   | 1983–1987    |                | Marion Roe | Conservateur |
| 50e                                                                                   | 1987–1992    |                | Marion Roe | Conservateur |
| 51e                                                                                   | 1992–1997    |                | Marion Roe | Conservateur |
| 52e                                                                                   | 1997–2001    |                | Marion Roe | Conservateur |
| 53e                                                                                   | 2001–2005    |                | Marion Roe | Conservateur |
| 54e                                                                                   | 2005–2010    | Charles Walker |            | Conservateur |
| 55e                                                                                   | 2010–2015    | Charles Walker |            | Conservateur |
| 56e                                                                                   | 2015–2017    | Charles Walker |            | Conservateur |
| 57e                                                                                   | 2017–2019    | Charles Walker |            | Conservateur |
| 58e                                                                                   | 2019–Présent | Charles Walker |            | Conservateur |